# Columbiana megye
Columbiana megye az Amerikai Egyesült Államokban, azon belül Ohio államban található. Megyeszékhelye Lisbon, legnagyobb városa Salem. Lakosainak száma 101 877 fő (2020. április 1.). Columbiana megye Beaver, Lawrence, Jefferson, Carroll, Hancock, Stark és Mahoning megyékkel határos.

## Népesség
A megye népességének változása:
| Lakosok száma | 107 837 | 107 254 | 106 458 | 105 893 | 104 806 | 101 877 |
|               | 2010    | 2011    | 2012    | 2013    | 2015    | 2020    |